# 尖叶茶藨子
尖叶茶藨子（学名：Ribes maximowiczianum）为虎耳草科茶藨子属下的一个种。

## 扩展阅读
- 維基物種上的相關：尖叶茶藨子